# Barbados az 1976. évi nyári olimpiai játékokon
Barbados a kanadai Montréalban megrendezett 1976. évi nyári olimpiai játékok egyik részt vevő nemzete volt. Az országot az olimpián 2 sportágban 11 sportoló képviselte, akik érmet nem szereztek.

## Atlétika
Férfi
| Versenyző                                                 | Versenyszám     | Előfutam | Előfutam | Előfutam | Negyeddöntő | Negyeddöntő | Negyeddöntő | Elődöntő | Elődöntő | Elődöntő | Döntő   | Döntő    |
| Versenyző                                                 | Versenyszám     | Idő      | Hely.    | Össz.    | Idő         | Hely.       | Össz.       | Idő      | Hely.    | Össz.    | Idő     | Helyezés |
| --------------------------------------------------------- | --------------- | -------- | -------- | -------- | ----------- | ----------- | ----------- | -------- | -------- | -------- | ------- | -------- |
| Pearson Jordan                                            | 100 m           | 10,95    | 6.       | 51.      | kiesett     | kiesett     | kiesett     | kiesett  | kiesett  | kiesett  | kiesett | kiesett  |
| Rawle Clarke                                              | 200 m           | 22,75    | 5.       | 41.      | kiesett     | kiesett     | kiesett     | kiesett  | kiesett  | kiesett  | kiesett | kiesett  |
| Hamil Grimes                                              | 400 m           | 49,24    | 7.       | 41.      | kiesett     | kiesett     | kiesett     | kiesett  | kiesett  | kiesett  | kiesett | kiesett  |
| Orlando Greene                                            | 800 m           | 1:51,43  | 6.       | 37.      |             |             |             | kiesett  | kiesett  | kiesett  | kiesett | kiesett  |
| Rawle Clarke Hamil Grimes Pearson Jordan Pearson Trotman  | 4 × 100 m váltó | 41,15    | 6.       | 17.      |             |             |             | kiesett  | kiesett  | kiesett  | kiesett | kiesett  |
| Victor Gooding Harcourt Wason Hamil Grimes Orlando Greene | 4 × 400 m váltó | 3:08,13  | 7.       | 13.      |             |             |             |          |          |          | kiesett | kiesett  |

Női
| Versenyző            | Versenyszám | Előfutam | Előfutam | Előfutam | Negyeddöntő | Negyeddöntő | Negyeddöntő | Elődöntő | Elődöntő | Elődöntő | Döntő   | Döntő    |
| Versenyző            | Versenyszám | Idő      | Hely.    | Össz.    | Idő         | Hely.       | Össz.       | Idő      | Hely.    | Össz.    | Idő     | Helyezés |
| -------------------- | ----------- | -------- | -------- | -------- | ----------- | ----------- | ----------- | -------- | -------- | -------- | ------- | -------- |
| Lorna Forde          | 100 m       | 12,02    | 7.       | 35.      | kiesett     | kiesett     | kiesett     | kiesett  | kiesett  | kiesett  | kiesett | kiesett  |
| Lorna Forde          | 400 m       | 53,93    | 4.       | 30.*     | 53,62       | 7.          | 25.         | kiesett  | kiesett  | kiesett  | kiesett | kiesett  |
| Freida Nicholls-Davy | 200 m       | 24,45    | 4.       | 31.      | 24,27       | 7.          | 28.         | kiesett  | kiesett  | kiesett  | kiesett | kiesett  |

* - egy másik versenyzővel azonos időt ért el

## Kerékpározás

### Pálya-kerékpározás
Sprintverseny
| Versenyző     | Versenyszám  | 1. forduló               | 1. forduló | Vigaszág                    | Vigaszág | Nyolcaddöntő                                        | Nyolcaddöntő | Vigaszág selejtező                                  | Vigaszág selejtező | Vigaszág döntő       | Vigaszág döntő | Negyeddöntő          | 5–8. helyért           | 5–8. helyért | Elődöntő             | Döntő                | Helyezés    |
| Versenyző     | Versenyszám  | Ellenfél Győztes idő     | Hely.      | Ellenfél Győztes idő        | Hely.    | Ellenfelek Győztes idő                              | Hely.        | Ellenfelek Győztes idő                              | Hely.              | Ellenfél Győztes idő | Hely.          | Ellenfél Győztes idő | Ellenfelek Győztes idő | Hely.        | Ellenfél Győztes idő | Ellenfél Győztes idő | Helyezés    |
| ------------- | ------------ | ------------------------ | ---------- | --------------------------- | -------- | --------------------------------------------------- | ------------ | --------------------------------------------------- | ------------------ | -------------------- | -------------- | -------------------- | ---------------------- | ------------ | -------------------- | -------------------- | ----------- |
| Stanley Smith | Férfi egyéni | Anton Tkáč (TCH) · 11,19 | 2.         | Taworn Tarwan (THA) · 12,34 | 1.       | Daniel Morelon (FRA) · Michel Vaarten (BEL) · 11,29 | 3.           | Richard Tormen (CHI) · Benedykt Kocot (POL) · 11,75 | 3.                 | kiesett              | kiesett        | kiesett              | kiesett                | kiesett      | kiesett              | kiesett              | helyezetlen |

Időfutam
| Versenyző      | Versenyszám  | Idő      | Helyezés |
| -------------- | ------------ | -------- | -------- |
| Hector Edwards | Férfi egyéni | 1:10,084 | 18.      |